# Kristian Kirk (fodboldspiller)
 Der er flere personer med dette navn, se Kristian Kirk.
Kristian Johannes Kirk (født 30. juli 1986 i Nors) er en dansk fodboldmålmand, der senest spillede for Næsby Boldklub i 2. division.
Til dagligt arbejder han som viceforstander på Ry Højskole.[kilde mangler]

## Karriere
Kirk spillede fodbold i barndomsbyen Nors og ungdomsfodbold i Thisted FC og AaB. Efter tiden i Aalborg, tog han kortvarigt til Jetsmark, inden han tog til Hobro IK, der spillede i 2. division.

### Viborg FF
I sommeren 2005 underskrev Kristian Kirk en kontrakt med superligaklubben Viborg FF. Her skulle han tage kampen op med målmand John Alvbåge. Alvbåge beholdt sin plads på holdet. Senere har Kirk taget kampen op mod Anders Rasmussen og Robert Veselovsky om en plads i målet for Viborg FF, men Kirk blev primært benyttet som reservemålmand. Den 24. maj 2008 blev han registreret for sin eneste kamp i Superligaen, da han spillede hele kampen for Viborg på udebane mod Esbjerg fB på Blue Water Arena.
Kristian Kirk og Viborg FF forlængede kontrakten i februar 2009, så de nu havde papir på hinanden til 30. juni 2012. I de efterfølgende sæsoner blev det ikke til mange kampe for klubbens førstehold.
I slutningen af september 2011 meddelte Viborg FF, at de efter ønske fra Kristian Kirk havde ophævet kontrakten otte måneder før den udløb. Kirk var blevet træt af livet som professionel fodboldspiller og ville begynde at læse psykologi på universitetet.

### Thisted FC
Kristian Kirk vendte i januar 2012 tilbage til fodbolden i barndomsklubben Thisted FC. Aftalen indebar at Kirk kun havde fodbold som bibeskæftigelse, mens han studerede. Klubben lå på 3. pladsen i 2. division Vest, 11 point efter førerholdet FC Fyn. Efter sæsonen 2012/13 meddelte Kirk, at han forlader Thisted FC for at flytte til Fyn af personlige hensyn.

### Næsby
Efter bruddet med Thisted FC flyttede Kirk i sommeren 2013 til fynske Næsby Boldklub. Han meddelte dog i februar 2014, at han satte karrieren på stand-by, idet han manglede motivation og i stedet ville hellige sig til sit universitetsstudie.